# Silvija Ravdone-Krodere
Silvija Ravdone-Krodere, (Liepāja, Letland, 12 oktober 1940 - Riga, 9 februari 2017) was een voormalig Sovjet- basketbalspeelster. Ze kreeg de onderscheiding Orde van de Drie Sterren.

## Carrière
Ravdone begon haar carrière bij Daugava Liepaja. Na één jaar ging ze spelen voor TTT Riga. Met TTT won ze tien Sovjet-kampioenschappen, één USSR Cup en negen Europese Cup-titels. Ook won ze twee titels met de Letse SSR in 1961 en 1972. In 1970 verhuisde ze naar Lokomotīve Riga. Ravdone speelde ook voor de nationale ploeg van de Sovjet-Unie. Met het nationale team van de Sovjet-Unie won Ravdone goud in 1967 op het Wereldkampioenschap en twee keer goud op het Europees Kampioenschap in 1964 en 1966. Als speler van de Letse SSR won ze twee keer de Spartakiad van de Volkeren van de USSR in 1963 en 1967.

## Erelijst
- Landskampioen Sovjet-Unie: 10
  - Winnaar: 1960, 1961, 1962, 1963, 1964, 1965, 1966, 1967, 1968, 1969
- Bekerwinnaar Sovjet-Unie: 1
  - Winnaar: 1969
- Landskampioen Letland: 2
  - Winnaar: 1961, 1972
- EuroLeague Women: 9
  - Winnaar: 1960, 1961, 1962, 1964, 1965, 1966, 1967, 1968, 1969
- Wereldkampioenschap: 1
  - Goud: 1967
- Europees kampioenschap: 2
  - Goud: 1964, 1966
- Spartakiad van de Volkeren van de USSR: 2
  - Winnaar: 1963, 1967